# Adolf Procházka (senátor)
Adolf Procházka (14. ledna 1869 Bystřice pod Hostýnem – 19. května 1931 Praha) byl český a československý právník, politik a meziválečný senátor Národního shromáždění ČSR za Československou stranu lidovou.

## Biografie
Po maturitě na gymnáziu studoval Právnickou fakultu Univerzity Karlovy v Praze. Roku 1895 byl promován doktorem práv. Věnoval se soudcovské kariéře. Po vzniku ČSR byl jmenován viceprezidentem Krajského soudu v Olomouci. Je autorem řady článků a pojednání z oblasti práva, historie, hospodářství a financí. Učil také obchodní právo na hospodářské škole v Napajedlích a v Klášteře Hradisku u Olomouce.
Některé prameny uvádějí, že roku 1911 byl zvolen na Moravský zemský sněm. V databázi zemských poslanců ale nefiguruje a dobový tisk z roku 1911 o něm mluví jen jako o kandidátovi, ve volbách do Říšské rady roku 1911 v městském volebním obvodu Strážnice, Hodonín, Kyjov, Uherské Hradiště atd. Kandidoval za Katolickou stranu národní na Moravě. Křeslo poslance zde ovšem tehdy obhájil Antonín Smrček.
V parlamentních volbách v roce 1920 získal senátorské křeslo v Národním shromáždění. Mandát obhájil v parlamentních volbách v roce 1925. V senátu zasedal do roku 1929. Povoláním byl vicepresidentem krajského soudu v Olomouci.
Jeho synem byl pozdější politik lidové strany a ministr v exilové vládě Československa a pak ministr po roce 1945 Adolf Procházka.